# راسيل سميث
راسيل سميث (بالإنجليزية: Russell Smith)‏ هو سياسي أمريكي، ولد في 13 يوليو 1822، وتوفي في 10 مايو 1866. انتخب عضو جمعية ولاية نيويورك.